# Kukolka
Kukolka (Куколка) è un film del 1988 diretto da Isaak Fridberg.

## Trama
Il film racconta di una giovane ginnasta gravemente infortunata, a seguito della quale decide di lasciare lo sport. Ma è molto difficile per lei venire a patti con l'idea che ora è proprio come tutti gli altri.